# Ningen Isu
Ningen Isu (人間椅子, Ningen'isu, lit. "A Cadeira humana") é uma banda japonesa de heavy metal da cidade de Hirosaki, formada em 1987 por Shinji Wajima (guitarra e vocal) e Ken-ichi Suzuki (baixo e vocal). Seu nome foi tirado do conto homônimo de Edogawa Rampo.

## Estilo musical
A banda escreve frequentemente sobre literatura clássica japonesa, por exemplo: Edogawa Ranpo, Osamu Dazai, Ryūnosuke Akutagawa, Junichiro Tanizaki, Yukio Mishima e também Edgar Allan Poe, H. P. Lovecraft, Friedrich Nietzsche, Georges Bataille e assim por diante. Freqüentemente, eles abordam tópicos como inferno, budismo, o universo, samurais e jogos de azar. Wajima e Suzuki têm um sotaque local chamado " dialeto Tsugaru ",  que adiciona uma atmosfera e ritmo únicos e pesados às suas canções. Eles, especialmente Wajima, costumam usar um japonês difícil e antigo (palavras usadas entre o período Edo e o período Showa, muitas vezes difíceis de entender até mesmo para os japoneses). Eles costumam usar quimono e tradicionais fundoshi no palco. 

## Influências
Ningen Isu foi fortemente influenciado pelo Black Sabbath . Outras influências incluem UFO, Led Zeppelin, Kiss, Budgie, King Crimson e artistas semelhantes. O estilo de Wajima tocar guitarra é influenciado por guitarristas como Robert Fripp, Tony Iommi, Jimmy Page, Ace Frehley, Michael Schenker e também pelo som do Tsugaru-jamisen . Suzuki adora Kiss e pinta o rosto de branco, sua atuação é inspirada em Gene Simmons.

## Membros

### Membros atuais
- Shinji Wajima / Wazzy (和 嶋 慎 治; nascido em 25 de dezembro de 1965) - guitarras, vocais, theremin, letra principal, compositor (1987-presente)

- Ken-ichi Suzuki / Suzuken (鈴木 研 一; nascido em 11 de março de 1966) - baixo, voz, letras, compositor (1987-presente)

- Nobu Nakajima / Nobu (ナ カ ジ マ ノ ブ; nascido em 20 de setembro de 1966) - bateria, voz, letra, compositor (2004-presente)

### Membros antigos
- Noriyoshi Kamidate - bateria (1987-1992)
- Masuhiro Goto - bateria, vocal (1996–2003) como membro suporte (1993–1995)
- Iwao Tsuchiya - bateria, voz (1995-1996)

## Discografia

### Álbuns de estúdio
- 1989: Ningen Isu (人間椅子)
- 1990: Ningen Shikkaku (人間失格)
- 1991: Sakura no Mori no Mankai no Shita (桜の森の満開の下)
- 1992: Ōgon no Yoake (黄金の夜明け)
- 1993: Rashōmon (羅生門)
- 1995: Odoru Issunbōshi (踊る一寸法師)
- 1996: Mugen no Jūnin (無限の住人)
- 1998: Taihai Geijutsu Ten (頽廃芸術展)
- 1999: Nijuu Seiki Sousoukyoku (二十世紀葬送曲)
- 2000: Kaijin Nijuu Mensou (怪人二十面相)
- 2001: Mishiranu Sekai (見知らぬ世界)
- 2003: Shura Bayashi (修羅囃子)
- 2004: San Aku Douchuu Hizakurige (三悪道中膝栗毛)
- 2006: Fuchiku (瘋痴狂)
- 2007: Manatsu no Yo no Yume (真夏の夜の夢)
- 2009: Mirai Roman-ha (未来浪漫派)
- 2011: Shigan Raisan (此岸礼讃)
- 2013: Mandoro (萬燈籠)
- 2014: Burai Houjou (無頼豊饒)
- 2016: Kaidan Soshite Shi to Eros (怪談 そして死とエロス)
- 2017: Ijigen kara no Houkou (異次元からの咆哮
- 2019: Shin Seinen (新青年)

### EP
- 1993: Motto Hikari wo!

### Singles
- 1991: Yashaga Ike
- 1991: Koufuku no Neji
- 1996: Kanata no Saya
- 2020: Mugen no Juunin Butouhen

### Outros
- 1991: Yuigonjou Housou (VHS)
- 2000: Kaijin Nijuu Mensou (VHS)
- 2002: Mishiranu Sekai